# Orlando (novela)
Orlando: una biografía (título original en inglés, Orlando: A Biography) es la sexta novela de Virginia Woolf, publicada el 11 de octubre de 1928. La editorial que se encargó de su publicación, Hogarth Press, pertenecía al matrimonio Woolf. Se trata de una obra en parte biográfica, basada en la vida de la amante de Woolf Vita Sackville-West. Se considera que es una de las novelas más accesibles de Woolf, y por ello la de mayor éxito de la autora en vida. Ha influido mucho estilísticamente, y se la considera importante en la literatura en general, y en la escritura femenina y los estudios de género en particular. La directora Sally Potter rodó una notable versión cinematográfica en 1992, con Tilda Swinton de protagonista como Orlando y Quentin Crisp como la reina Isabel I (véase Orlando). 
En esta novela se tratan temas considerados tabúes en su época tales como la homosexualidad, la sexualidad femenina, además del papel de la mujer dentro de una sociedad y como creadora literaria. Todos estos temas se presentan contextualizados en distintos períodos históricos: desde el período isabelino, pasando por el período victoriano, hasta llegar a la época moderna en los albores del siglo XX.
Aunque la autora presenta la obra como una biografía, en realidad se trata de una parodia de este género literario, y de manera especial de la tradición que ya existía en el Reino Unido en este tipo de género en el período victoriano, en el que predominaban los autores y en el que los personajes históricos objeto de dichas obras eran los hombres. Con lo que esta obra aporta una visión especialmente crítica del papel asignado a la mujer, no sólo dentro de las sociedades machistas imperantes durante los casi cuatro siglos por los que trascurre la obra, sino también dentro del mundo literario, un sector prácticamente reservado sólo para hombres. 
Orlando (1928) es una fantasía libre, basada en algunos pasajes de la vida de Vita Sackville-West, su amante desde 1922 y también escritora, en que la protagonista vive cinco siglos de la historia inglesa. Tiene una cualidad distintiva respecto al resto de novelas de Virginia Woolf como sugiere su subtítulo, «Una biografía», pues intenta representar el personaje de una persona real. Pretendía consolar a Vita por ser mujer y por la pérdida de su hogar ancestral (Knole House, en Kent), aunque es también un tratamiento satírico de Vita y su obra. En Orlando las técnicas de los biógrafos históricos se ridiculizan; el personaje de un pomposo biógrafo se asume que es una burla.
Fue traducida al español por Jorge Luis Borges en colaboración con su madre, Leonor Acevedo. Esta traducción tuvo una influencia esencial en los autores del Boom latinoamericano, y gozó de gran prestigio desde su publicación (1937), pero hoy en día se cuestiona su alejamiento estilístico y político con respecto al texto original. Por un lado, se dice que Borges impuso sus propios parámetros estéticos y, por otro, que atenuó la crítica social del texto de Woolf, principalmente en lo relativo al feminismo y a la identidad sexual o de género. Existen otras traducciones, como la de Maria Antònia Oliver para Edhasa en 1985, María Luisa Balseiro para Anagrama de 2012, la de Enrique Ortenbach García para Círculo de Lectores en 1994 o la Bernardo Santano Moreno para Cátedra en 2024.
El 8 de diciembre de 2019 el Coro y la Orquesta de la Ópera Estatal de Viena, dirigida por Matthias Pintscher, estrenaron la ópera Orlando, basada en la novela. Su compositora, Olga Neuwirth, además escribió el libreto, junto a Catherine Filloux.

## Contexto y estructura
La novela fue escrita por Woolf basándose en la vida de Vita Sackville-West, una aristócrata y escritora con la que Woolf tuvo una relación amorosa a finales de los años veinte, de hecho la novela está dedicada a Sackville.
Uno de los hijos de Vita comentaría mucho tiempo después en una entrevista para la BBC, que Orlando era «la más larga y encantadora carta de amor de la literatura». Lo que no deja lugar a dudas sobre la enorme admiración que sentía Woolf por su amante, que en definitiva representaba todo lo que la autora no era: rica, atractiva, aristócrata, vivaz.
Encontramos aspectos de la vida de Vita en muchas partes del libro, empezando por la pertenencia a la nobleza del personaje principal, en cuyo punto también se menciona como los ascendientes de Orlando habían tenido que batirse con las gentes de África, como es el caso de Vita, cuyo padre participó en la I Guerra de los Bóers (1880–1881). También hay otros paralelismos como la inmensa propiedad en la que vivía Orlando, que al igual que Vita, tuvo que entrar en numerosos litigios para poder conservarla, debido a que las mujeres no tenían derecho a la herencia ni a la propiedad de inmuebles (si no estaban casadas) en la época.
Por otra parte, la novela está escrita siguiendo un formato de biografía, pero haciendo una mofa de los convencionalismos de la biografía de la época: la referencia al tiempo y al trascurso del mismo no es precisa. Woolf comenta en varias partes de la obra lo que debe hacer un buen biógrafo y lo que no, siempre optando por lo que se supone es lo que debe ser el papel del buen biógrafo. En este punto, se denotan las enseñanzas del padre de la escritora, Leslie Stephen, él mismo un destacado biógrafo dentro del convencionalismo victoriano, con las aportaciones de eminentes autores victorianos tales como Carlyle y Thomas Macaulay. 
La libertad sexual dentro del grupo de Bloomsbury, experiencia única en los albores del siglo XX se ve plasmada en Orlando. El personaje no sólo cambia de sexo, sino que, en diversos puntos del libro, se puede interpretar que mantiene relaciones homosexuales. En última instancia, la autora transmite el mensaje de que el sexo y los papeles de sexo que se deben asumir son completamente ridículos y artificiales. Orlando no dejó de ser la misma persona al convertirse en mujer, pero tuvo que soportar todo el peso que significaba pertenecer al «sexo débil».
Woolf no se embarcó en este proyecto como un trabajo serio, sino como unas «vacaciones de escritor» (a writer's holiday). Esta innovadora aproximación a la creación literaria no sólo le permitió por primera vez, vender sus libros en una mayor cuantía y lograr cierto reconocimiento por parte del gran público, sino que nos otorgó una gran obra, escrita con una prosa elegante y una historia que es a su vez jovial y que rompe con las convenciones de la época.
La obra consta de seis capítulos numerados y cuenta con numerosas ilustraciones (la mayoría fotografías de la propia Vita SackVille-West).

## Sinopsis
La primera frase de Orlando, clave para el resto de la obra es: He —for there could be no doubt of his sex, though the fashion of the time did something to disguise it— («Él—porque no cabía duda sobre su sexo, aunque la moda de la época hizo algo para disimularlo—»), es un joven guapo, aristócrata y muy aficionado a la literatura, que nace en un período dorado para las letras inglesas, el isabelino, y esto se caracteriza de una forma muy marcada al describir la forma de escribir de Orlando. Es uno de los períodos más prolíficos de las letras inglesas, de modo que Orlando escribe copiosamente; los personajes de sus dramas son «el Vicio, el Crimen y la Miseria»; ambienta sus obras en reinos imaginarios y están llenos de conspiraciones y sentimientos nobles. Lo que sin lugar a dudas hace referencia a las obras de Shakespeare. A lo largo de todo este primer período se alude constantemente a aquella época, como la diferencia de clima en relación con el tiempo presente (esto es, principios del siglo XX), o lo distinto de la moralidad de esta época, la misma se hace al hablar de la afición de Orlando por las mujeres de todo tipo, en especial las de clases inferiores.
Estas constantes alusiones a las características particulares de un período específico, algunos las han interpretado como una forma, por parte de Woolf, de ridiculizar la tendencia de los historiadores de su época por hacer claras separaciones de un período a otro, y la creación de dichas líneas divisorias temporales, pueden resultar algo artificiales, cuando en realidad la mayoría de los cambios se han dado de una manera paulatina.
En esta época, Orlando es un favorito de la reina Isabel I de Inglaterra, aunque nunca se alude a ella de una manera directa, es decir no se menciona su nombre, sino que se describe a una reina poderosa y autoritaria, en la última etapa de su vida, con un cuerpo decadente, ostentosamente vestido y ornamentado con costosas joyas. Se alude al gusto de la reina Isabel por los jóvenes aniñados y la falacia de su virginidad.
De la corte de Isabel I, se pasa a la de Jacobo I, y al acontecimiento conocido por los británicos como The Great Frost, esto es, el invierno de 1607-1608 que fue especialmente crudo, congelándose el río Támesis en unos dos tercios de su recorrido. Se instalaron tiendas encima del río y la gente, incluyendo a la corte, se reunía y se divertía en el mismo. Con este duro invierno vino el primer gran amor de Orlando, en la forma de una princesa rusa llamada Marusha Stanilovska Dagmar Iliana Romanovitch, Sasha para los amigos, en un obvio chiste de la autora. Tras un apasionado y corto romance, ella vuelve a Moscú, y con ella desaparece el hielo del Támesis. La huida de Sasha lleva a Orlando a padecer una gran agonía, que lo sumirá en un profundo sueño que dura siete días. Cuando se despierta, Orlando se encuentra desterrado de la vida de la corte y totalmente entregado a la creación literaria, que resulta muy prolífica pero insuficiente para lo que será su gran obra The oak tree; los tópicos de sus creaciones son los propios de la época isabelina. En esta etapa de su vida aparece Nicholas Greene, el poeta que Orlando manda a llamar para poder conversar con un «verdadero poeta». Orlando pretendía que Greene le proporcionase su opinión sobre The Oak tree, pero al final sólo tuvo más conocimiento sobre la vida miserable que llevaban los escritores de la época, entre ellos William Shakespeare.
Orlando decepcionado por el amor y por sus tentativas literarias, decide embarcarse hacía Turquía como embajador de su majestad el rey Carlos II de Inglaterra, período conocido como la Restauración. La vida de Orlando cambiará de manera drástica durante sus funciones como embajador, cuando tras caer en un profundo sueño que se prolonga siete días, despierta como una mujer. Curiosamente los espíritus que intervienen en esta transformación, son los espíritus our Lady of Purity (Nuestra Señora de la Pureza), our Lady of Chastity (Nuestra Señora de la Castidad) y our Lady of Modesty (Nuestra Señora de la Modestia), que representan los valores que más se apreciaban en una mujer de la época. Resulta en extremo alegórico que sea necesaria la intervención de estos tres espíritus, para la creación de una mujer de lo que antes era un hombre. Woolf trata el cambio de sexo de Orlando como un simple cambio de género pero no de identidad, dejando el camino abierto a múltiples preguntas sobre qué es lo que en verdad significa ser un hombre o una mujer.
Una vez se da inicio a esta nueva etapa de la vida de Orlando, ahora como mujer, este ser andrógino decide huir de Estambul en el lomo de un burro y con la ayuda de un gitano. Se embarca en un viaje sin rumbo que acaba llevándolo a la meseta central de Anatolia. Allí vivirá un tiempo conviviendo con gitanos nómadas que viven de sus rebaños de cabras, llevará una  vida plácida llena de constante contemplación a la naturaleza. Esta vida, le creará problemas con los gitanos, quienes no entendían el porqué tras contemplar la naturaleza decía constantemente how good to eat! (¡qué bueno es comer!), que era como los gitanos decían la palabra «hermoso». Tras rechazar en matrimonio a uno de los gitanos y sentir añoranza por su tierra natal, Orlando se embarca de nuevo hacia Inglaterra. Es en este viaje cuando Orlando empieza a entender las nuevas obligaciones que tiene que cumplir como miembro del «sexo débil»: tapar los tobillos, ser delicada, sumisa, perfumada, ataviada...
A su regreso a Inglaterra todo parece volver a la normalidad, pero su nuevo sexo y su larga ausencia le traerá problemas insospechados. No sólo Orlando se encuentra con que lo han declarado fallecido, sino que, al transformarse en mujer, implicará que no tiene derecho a tener ninguna propiedad al menos que esté casada, con lo que su palacio ya no le pertenece, y sólo podrá vivir en el de incógnito. Orlando se ve envuelta en numerosos litigios que disminuirá considerablemente su riqueza. 
En el siglo XVIII, se encontrará con las grandes influencias de la Ilustración. Durante este período se reunirá con grupos de intelectuales y escritores de la talla de Alexander Pope, sin embargo estaba profundamente decepcionada de que la luz aún no había llegado sobre la cuestión del «sexo débil», hasta el punto que estos supuestos intelectuales ilustrados consideraban a la mujer:

as a beautiful, romantic animal, that may be adorned with furs and feathers, pearls and diamonds, ores and silks. 
Es un bello animal romántico, que puede ser adornado con pieles y plumas, perlas y diamantes, sedas y metales.

Pasará el tiempo y llega la revolución industrial con sus trenes y fábricas, tras lo cual Orlando se topará con el período victoriano, un período más oscuro aún para los derechos de la mujer con su moralismo exacerbado, pero es entonces cuando conoce a Esquire Marmaduke Bonthrop Shelmerdine, un aventurero librepensador con el que mantendrá una relación en la que no se sabía quién era el hombre y quién la mujer.
El siglo XX y su primera gran guerra marcan el último capítulo de la obra, en el que aparecen Orlando, su hijo carnal y su hijo literario, The Oak tree (El roble), en el que trabajó a lo largo de trescientos años y que le reportará un gran éxito en este nuevo siglo. Dato curioso es que forma parte del propio texto de la novela, en la última frase, mientras suena la duodécima campanada de medianoche en el reloj, la fecha exacta en la que sería efectivamente publicada la obra.